# Ferdinando Glück
Ferdinando Glück (ur. 20 lipca 1901 w Urtijëi, zm. 2 grudnia 1987 w Sëlva) – włoski biegacz narciarski, uczestnik Zimowych Igrzysk Olimpijskich 1928.
Podczas Zimowych Igrzysk Olimpijskich w Sankt Moritz w 1928 roku startował w biegu na 50 km. Zajął w nim 21. miejsce z czasem 5:49:52 h. Zawodnik był także chorążym reprezentacji Włoch podczas ceremonii otwarcia igrzysk.